# Seminario arcivescovile di Taranto
L'ex Seminario arcivescovile di Taranto è uno dei palazzi del borgo antico della città.
Fu uno dei primi seminari ad essere fondato dopo il Concilio di Trento: venne infatti inaugurato il 1º giugno 1568 ed ebbe come primo rettore lo storico Giovanni Giovine. L'ex seminario si affaccia sul Mar Grande, con l'ingresso principale in vico Seminario.

## Storia

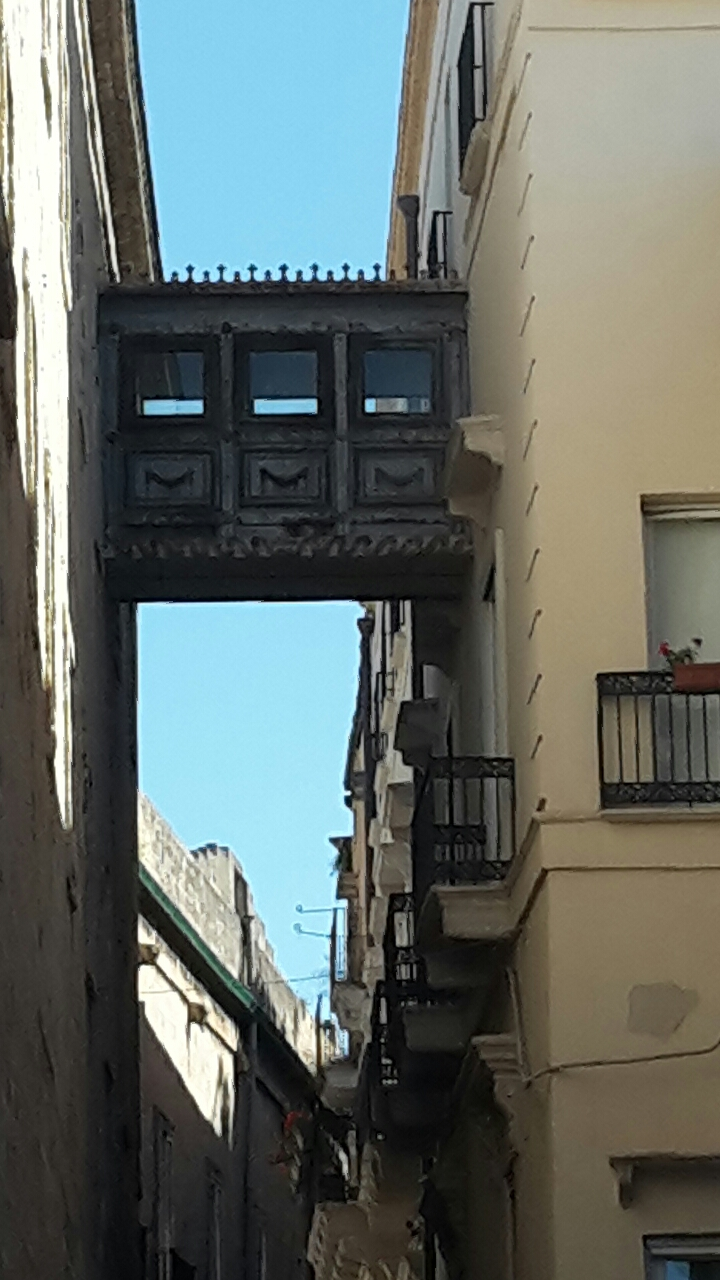
Dettaglio del corridoio

Poco si conosce ed è stato tramandato a testimonianza della conformazione originaria dell'edificio, a causa delle continue trasformazioni a cui è stato sottoposto nel corso dei secoli, le cui tracce sono riscontrabili tra l'altro dalla presenza degli stemmi degli arcivescovi Sarria e Pignatelli, che avrebbero ingrandito l'edificio rispettivamente nel 1638 e nel 1685, o del portale in marmo bianco voluto dall'arcivescovo Mastrilli intorno al 1770. Con l'arrivo a Taranto dei francesi nel 1801, il seminario fu adibito ad alloggio per le truppe, mentre dopo l'unità d'Italia ospitò brevemente il Liceo ginnasio "Archita", per ritornare alla sua funzione originaria nel 1889. Chiuso nuovamente durante la prima guerra mondiale, venne abbandonato definitivamente nel 1964, in seguito all'inaugurazione del nuovo seminario di Poggio Galeso.
Dal 6 maggio 2011 è la sede del Museo diocesano.
L'edificio ha una struttura quadrangolare, e i suoi ambienti si sviluppano intorno ad un chiostro centrale. La facciata presenta un grande portale, insolitamente orientato verso il mare diversamente dall'edilizia circostante. Le finestre al piano terra sono distribuite in modo irregolare, probabilmente ereditate dalla struttura più antica, mentre quelle al primo ed al secondo piano sono distribuite in modo regolare.